# Нисикасугаи
Нисикасугаи (яп. 西春日井郡 Нисикасугаи-гун) — уезд, расположенный в префектуре Айти, Япония.

Расположение уезда Нисикасугаи в префектуре Айти.

По оценкам на 1 мая 2017 года, население составляет 15,425 человек, площадь 6.18 км ², плотность 2,500 человек / км ².

## Посёлки и сёла[2]
- Тоёяма[a]